# Sara Alonso Martínez
Sara Alonso Martínez (Sant Sebastià, 17 d'abril de 1999) és una corredora de fons basca especialitzada en curses de muntanya. És campiona d'Espanya de curses de muntanya 2022 i va guanyar la marató del Mont-Blanc el mateix any amb un temps de 4:14:49, cinc minuts per davant de la segona classificada. Aquesta victòria li va permetre agafar el lideratge provisional de la classificació de les Golden Trail World Series.

## Trajectòria
Sara Alonso va començar practicant l'atletisme on va destacar en la prova dels 3.000 metres obstacles. Mentre estudiava Ciències de l'Activitat Física i l'Esport a la Universitat de Lleida, va descobrir les curses de muntanya acabant quarta en la seva primera cursa.
El 29 març 2025 va ser tercera a la cursa Zegama-Aizkorri darrere de les dues grans favorites, Nienke Brinkman i Maude Mathys. L'11 de juny del mateix any va guanyar l'Olla de Núria Vertical, un recorregut lineal de 3,78 quilòmetres i 949 metres de desnivell positiu amb sortida al Santuari de Núria (1.960 metres) i arribada al cim del Puigmal (2.909 metres).